# Johannes Anker Larsen
Johannes Anker Larsen (Henninge op Langeland, 18 september 1874  - 
Birkerød bij Kopenhagen, 12 februari 1957) was een Deense acteur, later auteur.

## Biografie
Johannes Anker Larsen studeerde theologie, rechten en filologie en was daarna journalist, vervolgens vele jaren lang acteur en regisseur, onder meer aan het koninklijk theater in Kopenhagen, totdat hij zich geheel wijdde aan de literatuur. Zijn werk dat in Nederland veelvuldig werd uitgegeven, is beïnvloed door zowel Søren Kierkegaard als Indische en Chinese mystici. 
In het interbellum tussen de beide wereldoorlogen hield Johannes Anker Larsen enige voordrachten in het buitenland, onder meer voor de Internationale School voor Wijsbegeerte te Amersfoort. Het boekje Van het werkelijke leven bevat drie van deze voordrachten. 
Anker Larsen overleed op 83-jarige leeftijd, vergeten en bij slechts weinigen nog bekend, begin 1957 in Birkerød ten noorden van Kopenhagen.

## Prijs
Johannes Anker Larsen won in 1923 de door de Gyldendalske Boghandel uitgeschreven prijsvraag naar de beste Deense of Noorse roman met het boek De steen der wijzen. Het succes dat hij hiermee behaalde maakte hem tot ver buiten de Deense grenzen bekend. Uitgeverij Elsevier heeft veel werk van hem uitgegeven.